# Tre engle og fem løver
Tre engle og fem løver er en roman af Bjarne Reuter fra 1977. Det er den fjerde bog i Kidnapningsserien.
Bogen handler om Bertram der har fået stjålet og forbyttet sit maleri med et til 60 millioner.
Bogen er filmatiseret i filmen af samme navn fra 1982 med bl.a. Otto Brandenburg, Lisbet Dahl og Jesper Langberg.
| Bog | Spire Denne artikel om bøger og tidsskrifter er en spire som bør udbygges. Du er velkommen til at hjælpe Wikipedia ved at udvide den. |